# Барзилай, Иехошуа
Барзилай (Айзенштадт) Иехошуа (1855, Клецк — 1918, Лозанна) — писатель, деятель сионистского движения.

## Биография
Айзенштадт Иехошуа родился в местечке Клецк в семье местного раввина Меера Мойше Айзенштадта. Находясь в рядах Ховевей Цион посетил Эрец-Исраэль в 1887, но год спустя возвратился в Россию, где стал одним из основателей тайной организации Бней-Моше (наряду с Ахад-ха-Амом.

В 1890 вновь вернулся в Эрец-Исраэль с учредителями Бней-Моше. Служил в качестве секретаря исполнительного комитета Ховевей Цион в Яффе. Вскоре переехал в Иерусалим.

Писал многочисленные статей и доклады о жизни ишува, которые были опубликованы в газете «Ха-Цви». В 1893—1895 совместно с И.Гуром издавал бюллетень о жизни евреев Эрец-Исраэль — «Михтавим ме-Эрец-Исраэль» («Письма из Эрец-Исраэль»).

Один из основателей еврейской гимназии и Народного дома (Бет ха-‘ам) в Иерусалиме. В начале Первой мировой войны поселился в Швейцарии. В 1912 вышло в свет его собрание сочинений. Останки Барзилая были перевезены в Иерусалим. Его именем названа улица в Тель-Авиве.